# C/2000 D2 (LINEAR)
C/2000 D2 (LINEAR) — одна з короткоперіодичних комет типу комети Галлея. Ця комета була відкрита 25 лютого 2000 року; вона мала 18.1m на час відкриття.